# مالستان
مالِستان یک منطقهٔ مسکونی در افغانستان است که در ولسوالی مالستان ولایت غزنی موقعیت دارد. مالستان ۲٬۹۶۹ متر بالاتر از سطح دریا واقع شده‌است.